# Erich Brandenburg

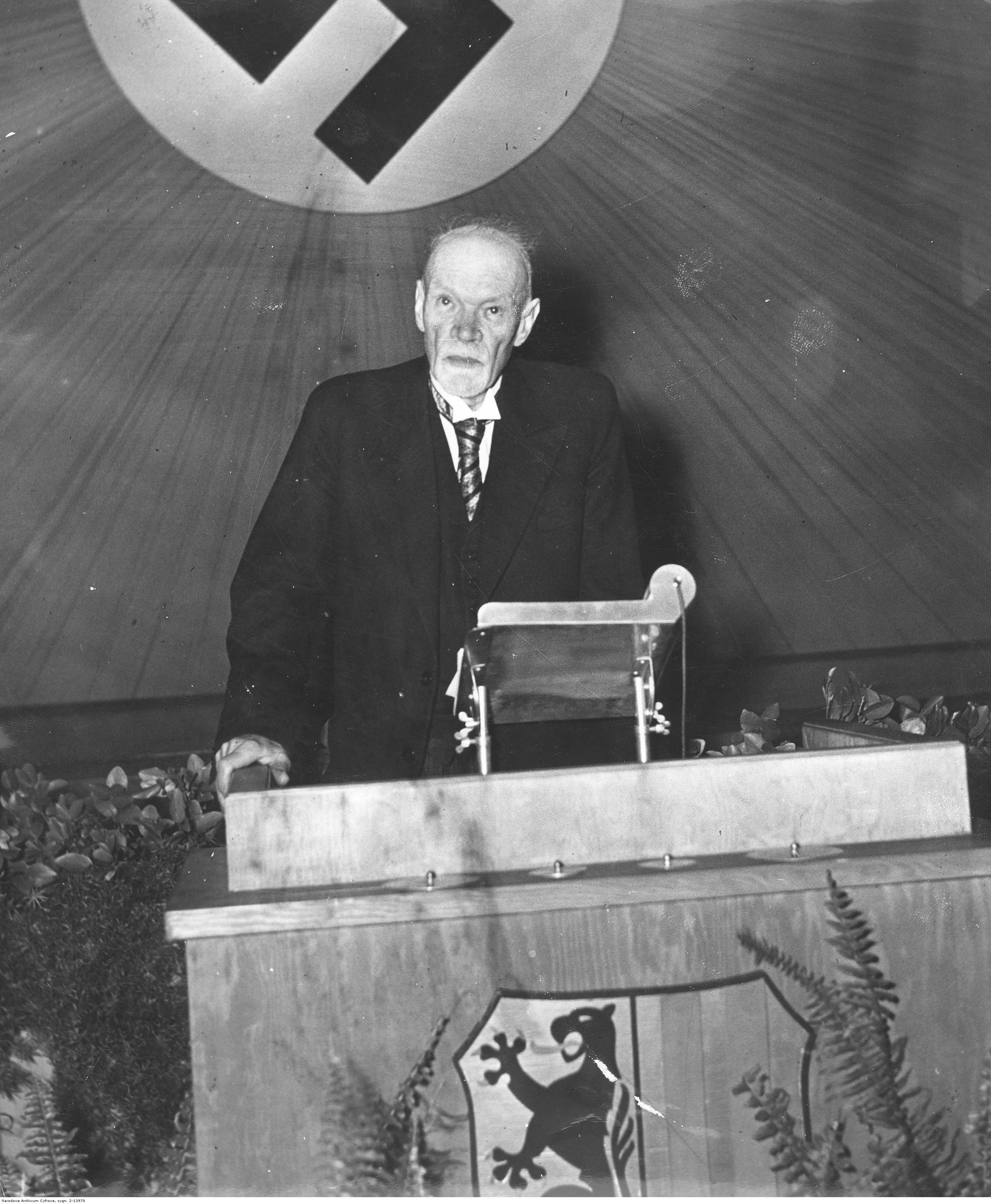
Professor Erich Brandenburg zum Thema Deutschland im 18. Jahrhundert

Arnold Otto Erich Brandenburg (* 31. Juli 1868 in Stralsund; † 22. Januar 1946 in Leipzig) war ein deutscher Historiker und Genealoge, Autor und Herausgeber historischer Werke.
Von 1886 bis 1891 studierte Brandenburg Rechtswissenschaft und Geschichte an den Universitäten Leipzig, Heidelberg, Göttingen und Berlin. Während seines Studiums wurde Erich Brandenburg 1887 Mitglied der schwarzen Verbindung, seit 1910 Burschenschaft Vineta Heidelberg. Später wurde er auch Ehrenmitglied der Burschenschaft im ADB Roter Löwe Leipzig. 1890 wurde er zum Dr. phil. in Geschichte an der Universität Berlin promoviert mit der Dissertation König Sigmund und Kurfürst Friedrich I. von Brandenburg. 1409–1426. 1894 folgte die Habilitation für Neuere Geschichte an der Universität Leipzig mit der Arbeit Die Gefangennahme Herzog Heinrichs von Braunschweig durch den Schmalkaldischen Bund (1545). Von 1894 bis 1899 lehrte er als Privatdozent an der Universität Leipzig, 1899 bis 1903 als außerordentlicher Professor und (nach einem Jahr an der Universität Bonn) von 1904 bis 1935 als ordentlicher Professor und Leiter des Historischen Seminars an der Universität Leipzig. Von 1917 bis 1918 war er der Dekan der Philosophischen Fakultät und 1919 bis 1920 Rektor der Universität Leipzig. Brandenburg war einer der angesehensten Historiker des beginnenden 20. Jahrhunderts. Unverkennbar ist der Einfluss von Karl Lamprecht.
Politisch engagierte sich Brandenburg von 1908 bis 1918 in der Nationalliberalen Partei. Im Jahr 1917 trat er der kurzlebigen Deutschen Vaterlandspartei bei. Von 1919 bis 1920 war er Mitglied der Deutschen Demokratischen Partei (DDP).
Nach der Machtergreifung der Nationalsozialisten unterschrieb Brandenburg zum 11. November 1933 das Bekenntnis der deutschen Professoren zu Adolf Hitler.
Brandenburg verfasste eine Biografie über Moritz von Sachsen, bei der es sich um eine wichtige quellenkundliche Darstellung handelt, die sich nicht nur auf eine reine kirchengeschichtliche oder politische Darstellung beschränkt, sondern auch kultur- und wirtschaftsgeschichtliche Aspekte einfließen lässt. 1900 begann die Herausgabe der Politischen Korrespondenz des Kurfürsten Moritz von Sachsen, die erst 2006 mit dem sechsten Band unter der Herausgeberschaft von Günther Wartenberg vollendet wurde.
Brandenburgs Hauptwerk Die Reichsgründung galt bis in die 1950er Jahre als Grundlagenliteratur zum Thema. So wertete z. B. der deutsche Historiker Hans Herzfeld in seinem Handbuch-Beitrag Die moderne Welt Brandenburgs Werk noch 1950 als „für die politische Entwicklung zur Reichseinheit … unerläßlich“ sowie als „solide und kritisch zuverlässig im Urteil“, während Egmont Zechlin Brandenburgs Reichsgründung als „heute überholt“ bezeichnete.
Brandenburg war ordentliches Mitglied der Sächsischen Akademie der Wissenschaften und korrespondierendes Mitglied der Preußischen sowie der Bayerischen Akademie der Wissenschaften.

## Werke (Auswahl)
- (Hrsg.) König Friedrich Wilhelm IV. Briefwechsel mit Ludolf Camphausen. Gebr. Paetel, Berlin 1906.
- (Hrsg.) Briefe Kaiser Wilhelms des Ersten. Nebst Denkschriften und anderen Aufzeichnungen in Auswahl. Insel-Verlag, Leipzig 1911.
- Die deutsche Revolution 1848. Quelle & Meyer, Leipzig 1912 (online).
- Quellensammlung für den geschichtlichen Unterricht an höheren Schulen. Heft 15. Teubner, Leipzig 1913 (Digitalisat).
- Die Reichsgründung. 2 Bde. Quelle & Meyer, Leipzig 1916/1923 (online: Bd. 1, Bd. 2). Nachdruck der 2., verbesserten Auflage Leipzig 1924: Olms, Hildesheim 2005.
- Wie gestalten wir unsere künftige Verfassung. Quelle & Meyer, Leipzig 1919.
- Die materialistische Geschichtsauffassung. Quelle & Meyer, Leipzig 1920.
- Von Bismarck zum Weltkriege. Deutsche Verlagsgesellschaft für Politik und Geschichte, Berlin 1924 (Unveränd. reprograf. Nachdruck der neuen, verm. Ausg. Leipzig 1939: Wissenschaftliche Buchgesellschaft, Darmstadt 1973).
- Die Nachkommen Karls des Großen. Zentralstelle für deutsche Personen- und Familiengeschichte, Leipzig 1935 (Faksimile-Nachdruck: Heinz F. Friederichs (Hrsg.), in: Genealogie und Landesgeschichte, Band 10, Zentralstelle für deutsche Personen- und Familiengeschichte, Frankfurt am Main 1964).